# 则黑乡
则黑乡是中国云南省昆明市禄劝彝族苗族自治县下辖的一个乡。

## 行政区划
则黑乡共辖13个行政村，分别是：
则黑村、住基村、花椒园村、贵城村、凳子山村、民安乐村、打车村、卡租村、包谷山村、炭山村、荨麻箐村、万德村。